# Wolcott (Kolorado)
Wolcott – jednostka osadnicza w Stanach Zjednoczonych, w stanie Kolorado, w hrabstwie Eagle.